# Hojo Mototoki
Hojo Mototoki (Japans: 北条基時) (? - 1333) van de Hojo-clan was de dertiende shikken (regent) van het Japanse Kamakura-shogunaat en heerste van 1315 tot 1316.  Hij was de elfde kitakata rokuhara tandai (hoofd binnenlandse veiligheid te Kioto) van 1301 tot 1303.
De echte macht tijdens het regentschap van Mototoki lag in handen van de tokuso (hoofd van de Hojo-clan), Hojo Takatoki, die heerste van 1311 tot 1333. Omdat de tokuso nog erg jong was, werd zijn macht weer waargenomen door Adachi Tokiaki, zijn grootmoeder, en Nagasaki Takasuke, een minister.  
Mototoki zou een van de leiders zijn van de Hojo-clan tijdens het Beleg van Kamakura (1333). De Hojo verloren deze slag, wat het einde zou betekenen van de macht van de Hojo-clan.  